# Osmiliola aurita
Osmiliola aurita är en insektsart som beskrevs av Giglio-tos 1897. Osmiliola aurita ingår i släktet Osmiliola och familjen gräshoppor. Inga underarter finns listade i Catalogue of Life.